# Венера 2МВ-2 № 1
«Венера 2МВ-2 № 1» (также известная как «Спутник 21») — советская автоматическая межпланетная станция, запущенная в 1962 году в рамках программы «Венера» для изучения Венеры с пролётной траектории. Из-за проблемы с ракетой-носителем, она не смогла покинуть низкую околоземную орбиту и через несколько дней снова вошла в атмосферу. Это был второй космический корабль «Венера 2МВ-2», оба из которых не смогли покинуть околоземную орбиту.

## Запуск
Старт автоматической межпланетной станции Венера 2МВ-2 № 1 был осуществлён 12 сентября 1962 года в 00:59:13 UTC на ракете-носителе «Молния 8К78» с пусковой площадки № 1 на космодроме «Байконур».
Ракета работала в штатном режиме до отключения ступени «Блок-1» после вывода на низкую околоземную орбиту. После отключения один из клапанов окислителя не закрылся, и жидкий кислород продолжал поступать в камеру сгорания одного из маневровых двигателей. Маневровый двигатель взорвался, в результате чего ракета вышла из-под контроля. Это привело к образованию пузырьков в насосе окислителя верхней ступени, что привело к отказу двигателя верхней ступени менее чем через секунду после включения зажигания. Станция вошла в атмосферу 14 сентября 1962 года, через два дня после запуска.

## Обозначение космического корабля
Обозначения «Спутник 25», и позже «Спутник 21» использовались Военно-космическим командованием Соединенных Штатов для идентификации космических кораблей в «Сводке спутниковой информации», поскольку Советский Союз в то время не обнародовал внутренние обозначения этих космических кораблей и не присвоил им официального названия, так как станции не покинули геоцентрическую орбиту.